# 奇利利 (新墨西哥州)
奇利利（英語：Chilili）是位於美國新墨西哥州伯納利歐縣的普查規定居民點。

## 人口
根據2020年美國人口普查的數據，奇利利的面積為2.57平方千米，皆為陸地。當地共有人口126人，而人口密度為每平方千米49.03人。